# Jacob rep la túnica ensangonada del seu fill Josep
Jacob rep la túnica ensangonada del seu fill Josep és una pintura a l'oli realitzada a Roma pel pintor barceloní Pelegrí Clavé el 1842 i que actualment s'exposa al Museu d'Art de Girona. És una mostra representativa del natzarenisme català on es nota la influència d'artistes com Friedrich Overbeck i Peter von Cornelius. L'obra va ser adquirida pel museu a finals del 2010 provinent d'Alemanya i fou incorporada a la col·lecció permanent del museu.

## Composició
A l'obra s'hi representa el passatge bíblic en què els germans de Josep el venen com a esclau i l'intenten fer creure al seu pare que el seu germà s'ha mort.
| «                 | Prengueren llavors la túnica de Josep, degollaren un cabrit i tenyiren la túnica amb la sang. Enviaren al seu pare la túnica amb mànegues i li van fer dir: Hem trobat això. Mira si és la túnica del teu fill o no. Ell la reconegué i va dir: La túnica del meu fill! Una bèstia ferotge l'ha devorat! Josep, trossejat, trossejat!. Jacob s'esquinçà els vestits, es posà un sac als lloms i feu dol pel seu fill molt de temps. Tots els seus fills i les seves filles vingueren a consolar-lo, però ell refusava de ser consolat i deia: No, baixaré endolat al país dels morts prop del meu fill. I el seu pare va plorar. | » |
| — Gènesi 37:31-35 | |   |

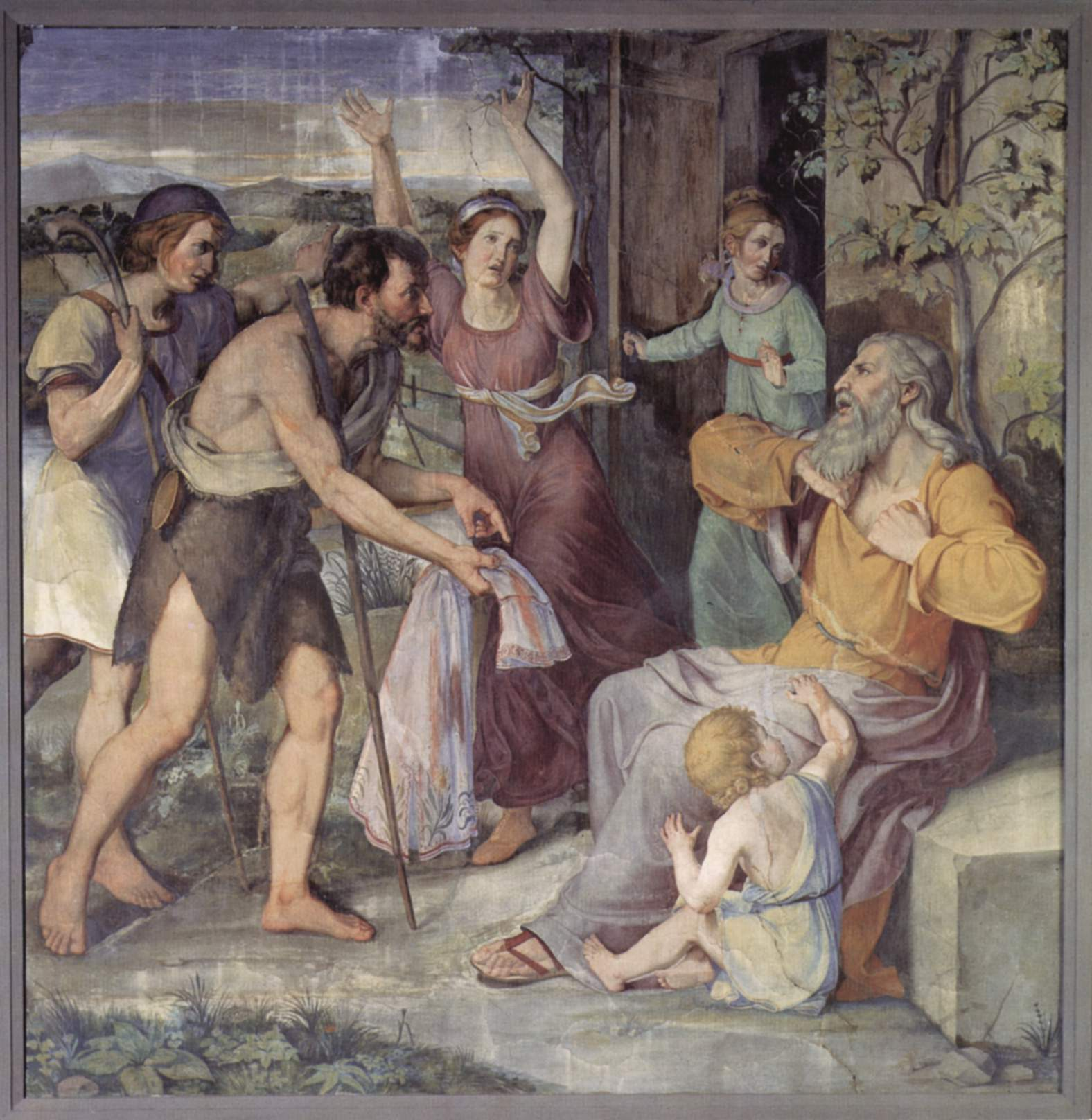
Jacob rep la túnica ensangonada del seu fill Josep, fresc pintat per Friedrich Wilhelm Schadow que tracta la mateixa temàtica.

El quadre està signat P.Clavé F. Roma. 1842 i s'incorporà al registre del museu amb el número 137.025, provinent del fons de la Generalitat de Catalunya. És una obra de la primera etapa de Clavé com a professional a Roma, un cop finalitzat el seu període com a pensionat. El pintor intenta, seguint el natzarenisme imperant en l'època, redefinir la pintura cristiana, renovant el discurs barroc adoptant models d'artistes primitius com Giotto di Bondone o Raffaello Sanzio.
La temàtica del quadre coincideix amb el primer encàrrec públic que van rebre els pintors natzarens, en el qual intervindrien artistes com Overbeck o Philipp Veit: decorar la Casa Barthóldy amb frescos de la vida de Josep, els quals actualment es troben exposats a la Alte Nationalgalerie de Berlín. Segons la publicació del Museu d'Art de Girona, es creu que aquesta obra pot ser un intent de l'artista de demostrar les seves habilitats tècniques, reproduint una temàtica poc freqüent però amb un significat especial pels natzarenistes.